# جون لوندسترام
جون ديفيد لوندسترام (بالإنجليزية: John David Lundstram)‏ (مواليد 18 فبراير 1994 ب‍ليفربول في إنجلترا - ) هو لاعب كرة قدم إنجليزي يلعب لصالح نادي رينجرز في الدوري الاسكتلندي الممتاز في مركز خط الوسط.

## وصلات خارجية
- جون لوندسترام على موقع الاتحاد الأوربي (الإنجليزية)
- جون لوندسترام على موقع اتحاد تركيا (لاعب) (الإنجليزية)
- جون لوندسترام على موقع قاعدة بيانات كرة القدم.إي يو (الإنجليزية)
- جون لوندسترام على موقع Soccerbase.com (لاعب) (الإنجليزية)
- جون لوندسترام على موقع Soccerway.com (الإنجليزية)
- جون لوندسترام على موقع عالم كرة القدم.نت (الإنجليزية)
- جون لوندسترام على موقع AS.com (الإسبانية)